# Camión cisterna

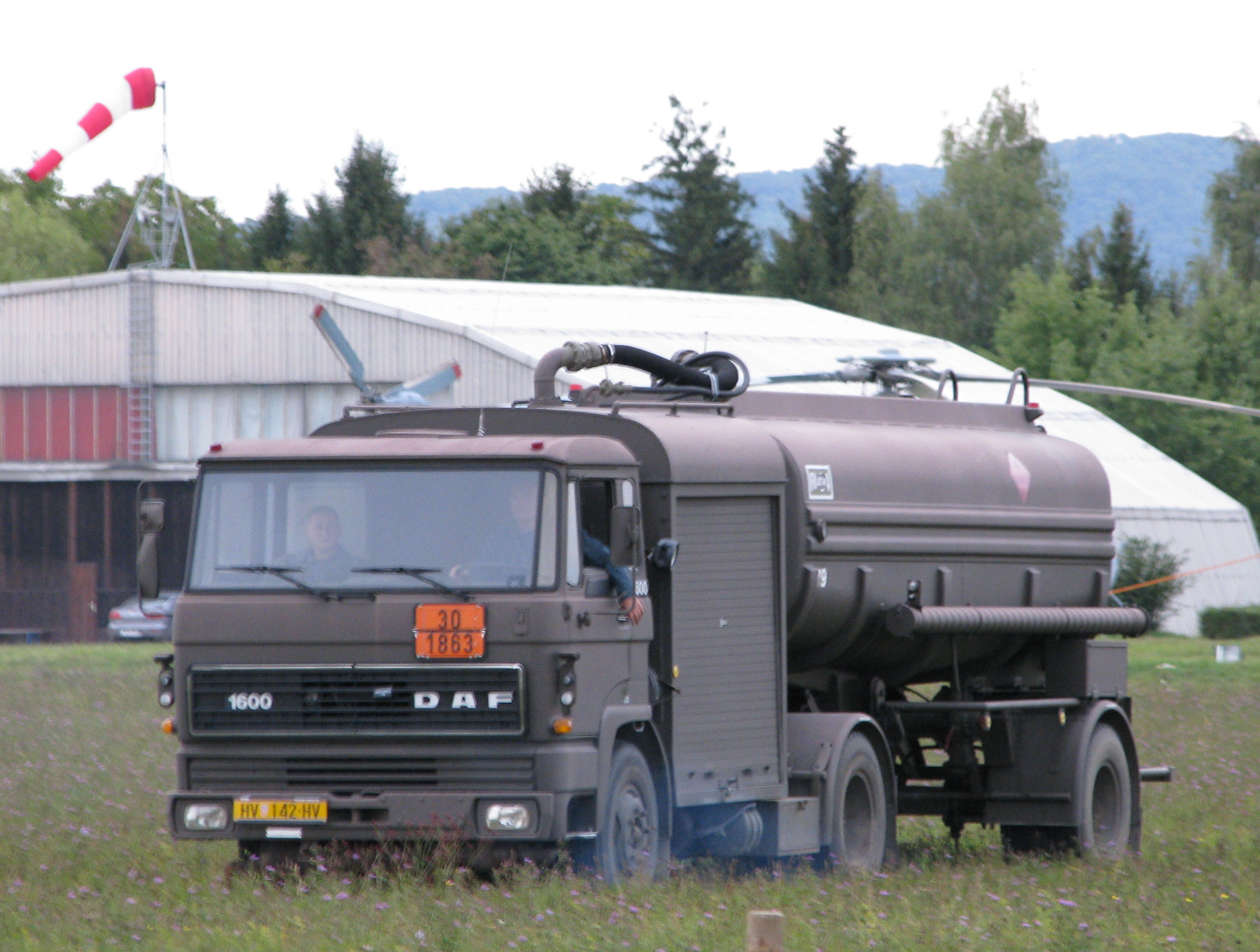
Camión cisterna

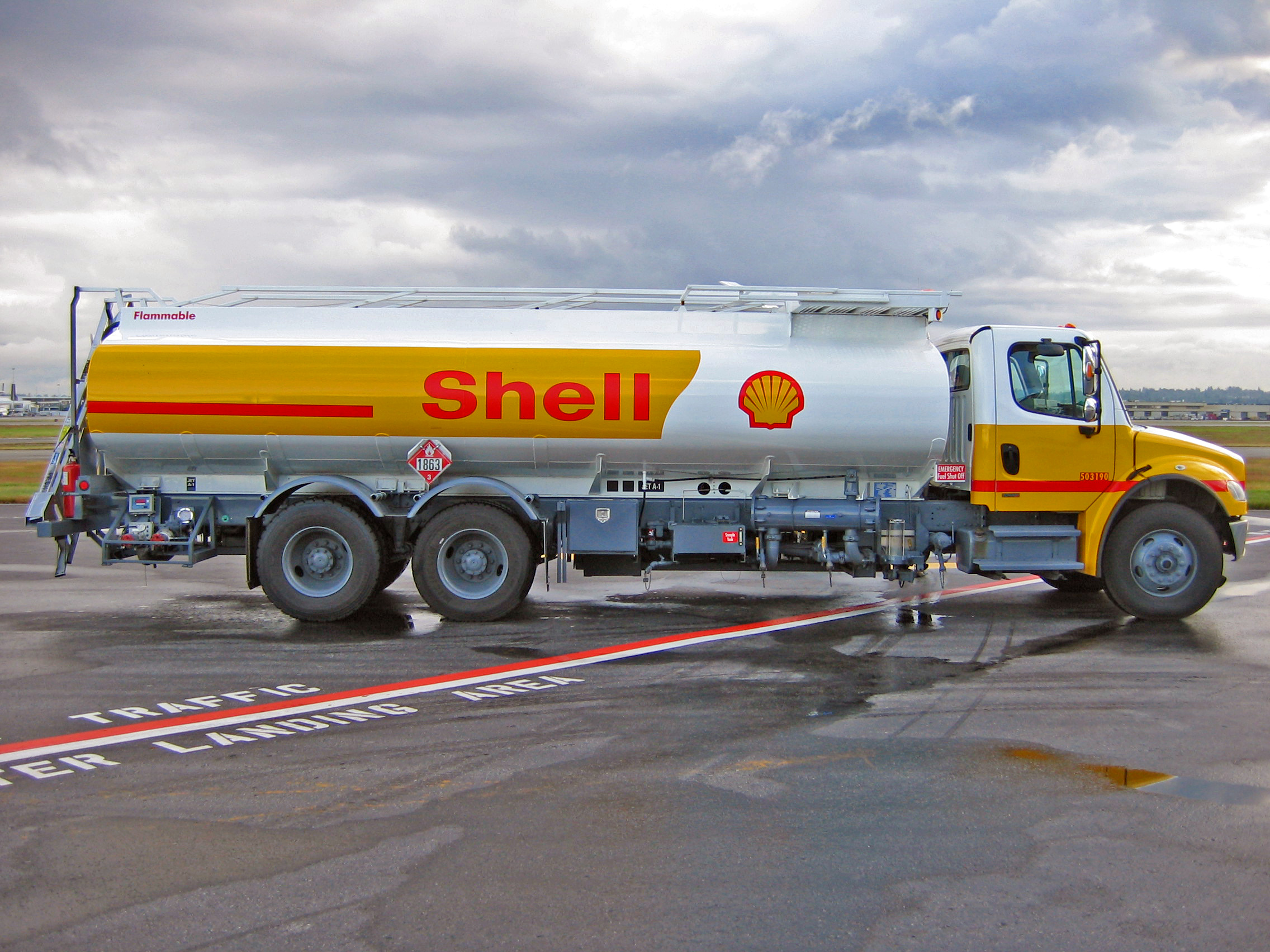
Camión cisterna para repostaje, en el Aeropuerto Internacional de Vancouver.

El camión cisterna es una de las muchas variedades de camión que sirve tanto para el transporte de líquidos como para su mantenimiento por tiempo prolongado según sus características.
La mercancía se transporta en estado líquido, ya que los fluidos tienen un menor volumen en estado líquido que gaseoso, pudiendo transportar mayor cantidad de este, pero a mayor presión.
Entre estos se destacan por su mayor uso los de agua para regadío y trasvase, los de transportes de combustibles líquidos como gasolina, queroseno, gas LP y otros, o los de productos químicos líquidos, estando el transporte de este regulado en casi todo el mundo por su peligrosidad. Lo que conlleva tomar medidas de seguridad como tratamientos ignífugos, prohibición de fumar, etc. 
Coloquialmente, también se le ha llamado «zeppelin» o «pipa». Por ejemplo, un camión cisterna que transporta agua a alguna comunidad, es conocido como la «pipa de agua» (principalmente en Cuba y México)[cita requerida] y «camión aljibe» en Chile.